# John Hall Wheelock
John Hall Wheelock, född den 9 september 1886 i New Jersey, död den 22 mars 1978, var en amerikansk författare.
Wheelock studerade vid Harvard, i Göttingen och Berlin. Han skrev bland annat The human fantasy (1911), The beloved adventure (1912), Love and liberation (1913), Dust and light (1919) och Black panther (1922). Wheelock, som tog intryck av Heine och annan tysk lyrik, "har i sin diktning med intensiv känsla sökt tolka modernt lif; något af Whitmans anda lefver i honom", skriver Ruben Berg i Nordisk familjebok.